# 隆化縣 (翼州)
隆化縣，北齊後主高緯隆化元年（577年）置隆化鎮。金宣宗興定三年（1219年）置隆化縣，屬翼州。元憲宗二年（1252年）廢。復爲翼城縣。故治在今山西省翼城縣東四十里，今名隆化村。